# 아시아종묘
농업회사법인 아시아종묘 주식회사는 대한민국의 종자 기업이다.

## 논란
2022년 회계감사인의 반기보고서 감사의견 거절로 관리종목 지정 위기에 처했다.

### 내용주
1. ↑  공모가 4,500원에 코스닥 시장에 상장